# Super Duper Love (Are You Diggin’ on Me)
«Super Duper Love (Are You Diggin’ on Me)» — песня, написанная Уилли «Sugar Billy» Гарнером и изданная в 1975 году в качестве сингла с альбома Super Duper Love. Песня стала известной благодаря английской соул певице Джосс Стоун, которая исполнила кавер-версию первой части песни для своего дебютного альбома "The Soul Sessions" в 2003 году. Кавер-версия была издана в 2004 году вторым и последним синглом альбома с названием "Super Duper Love". Физический CD-сингл включал в себя живое выступление с песней Джеймса Брауна 1966 года — "It's a Man's Man's Man's World" переименованной в "It's a Man's Man's World", на второй стороне сингла.

## Использование в поп-культуре
Версия песни в исполнении Стоун была использована в саундтреках к фильмам 2004 года Принц и я, Бриджит Джонс: Грани разумного и в фильме 2005 года Монстр в законе. Песня также появилась в музыкальных сборниках 2004 года: WFUV: City Folk Live VII, Now That's What I Call Music! 58, и в караоке-игре для PlayStation 2 — SingStar Pop и SingStar Rocks! 2005 и 2006 года, соответственно.

## Список композиций и форматы
CD-сингл для Великобритании и Европы
1. "Super Duper Love (Are You Diggin' on Me?) Часть 1" (Single Mix) – 3:47
2. "It's a Man's Man's World" (Живое выступление на Kennedy Center, Вашингтон (округ Колумбия), 7 декабря 2003) – 3:35

7"-сингл для Великобритании
- Сторона "А":

1. "Super Duper Love (Are You Diggin' on Me?) Часть 1" (Single Mix) – 3:47

- Сторона "Б":

1. "It's a Man's Man's World" (Живое выступление на Kennedy Center, Вашингтон (округ Колумбия), 7 декабря 2003) – 3:35

Промо CD-сингл для Великобритании
1. "Super Duper Love" (Radio Version) – 3:47

Промо CD-сингл для Японии
1. "Super Duper Love" – 4:20
2. "Victim of a Foolish Heart" (Выступление на Ronnie Scott's, Лондон, 25 ноября 2003) – 6:25
3. "Fell in Love with a Boy" (Acoustic Version) – 3:30

## Творческая группа

### Музыканты
- Joss Stone – основной вокал
- Willie "Little Beaver" Hale – гитара
- Timmy Thomas – орган
- Benny Latimore – фортепиано
- Jack Daley – бас-гитара
- Cindy Blackman – ударные
- Angelo Morris – гитара
- Ignacio Nunez – перкуссия
- Mike Mangini – бубен
- Betty Wright – бэк-вокал
- Jeanette Wright – бэк-вокал
- Namphuyo Aisha McCray – бэк-вокал

### Ответственные за выпуск
- Betty Wright – продюсер
- Steve Greenberg – продюсер
- Mike Mangini – продюсер
- Steve Greenwell – звукорежиссёр, микширование

## Позиции в чартах
| Страна, чарт (2004)          | Высшее место |
| ---------------------------- | ------------ |
| Германия Singles Chart       | 78           |
| Великобритания Singles Chart | 18           |